# Moonmist
Moonmist ist ein Computerspiel der US-amerikanischen Firma Infocom aus dem Jahr 1986. Es gehört zum Genre der Textadventures.

## Handlung
Die Handlung im Stil einer Gothic Novel mit Elementen einer Detektivgeschichte spielt in dem fiktiven englischen Schloss Tresyllian Castle. Der Spieler schlüpft in die Rolle eines jungen amerikanischen Detektivs. Tamara Lynd, die Verlobte des Schlossinhabers Lord Jack Tresyllian und eine gute Freundin des Spielers, bittet um Hilfe bei der Enttarnung eines Schlossgespenstes. Der Spieler übernachtet hierfür im Schloss und ermittelt. Ziel des Spiels ist es, den Spuk zu entlarven und einen versteckten Schatz zu finden. Der Spieler muss dazu mehrere Schlossgäste befragen und zahlreiche Rätsel lösen.

## Spielprinzip und Technik
Moonmist ist ein Textadventure, das heißt, Umgebung und Geschehnisse werden als Bildschirmtext ausgegeben und die Visualisierung obliegt zum größten Teil der Fantasie des Spielers. Die Steuerung von Moonmist erfolgt über schriftliche Befehle, die über die Tastatur eingegeben und von einem Parser ausgewertet werden. Das Spiel enthält ein Zeitlimit, nach dessen Ablauf es nicht mehr lösbar ist. Am Anfang wird der Spieler nach seiner Lieblingsfarbe gefragt; abhängig von seiner Antwort gibt es eigene Spielverläufe mit unterschiedlichen Spiellösungen. Moonist erlaubt dem Spieler, sein Geschlecht festzulegen. Das gesamte Spiel referenziert ihn nach einer anfänglichen, entsprechenden Eingabe als männlich oder weiblich oder vermeidet eine Festlegung. Eine weitere Besonderheit des Spiels ist, dass die Raumbeschreibungen Infocom-untypisch sehr minimalistisch gehalten sind; statt die Räumlichkeiten des Schlosses so zu beschreiben, dass der Spieler sie sich vorstellen kann, wird auf eine dem Spiel beiliegende Touristenbroschüre verwiesen.

## Produktionsnotizen
Das Adventure hat keine Grafik und keinen Sound. Es wurde auf Basis der Z-machine entwickelt; die Umsetzung erfolgte für den Commodore 64, DOS, Atari-8-Bit, Atari ST, Amiga, Amstrad, TI-99/4A, Mac OS und Apple II. Autoren waren Stu Galley und Jim Lawrence. Das Duo hatte zwei Jahre zuvor bereits das für eine jüngere Zielgruppe geschriebene Infocom-Adventure Seastalker geschrieben. Lawrence war ein externer Autor, der seit 1941 als Mietautor für verschiedenste Auftraggeber schrieb, unter anderem für die Radioserie Green Hornet und die Krimiserien Hardy Boys und Nancy Drew, und zum Zeitpunkt seines ersten Infocom-Engagements so bereits über 60 Bücher geschrieben hatte.
Die Packungsbeilage von Moonmist enthält unter anderem das Buch The Legendary Ghosts of Cornwall und die Broschüre A Visitor’s Guide to Tresyllian Castle mit Übersichtskarten und einem kurzen Abriss der Schlossgeschichte. Diese Dokumente werden im Spielverlauf referenziert, wodurch sie einen Kopierschutz darstellen. Außerdem enthielt die Packung ein Bügelbild mit dem Logo des Spiels.

## Rezeption
Die deutsche ASM stellte heraus, dass Moonmist, unüblich für Adventurespiele, einen hohen Wiederspielwert habe, da sich von Spiel zu Spiel inhaltliche Parameter änderten. Das Magazin lobte den „hervorragenden“ Parser des Spiels und den „gut durchdachten“ Handlungsablauf. Redakteur Bernd Zimmermann urteilte, Moonmist müsse „in die lange Liste Infocomscher Spitzenprodukte“ aufgenommen werden.
Das US-Magazin Compute! betonte die Unterschiede zwischen Moonmist und früheren Infocom-Adventures. Die Handlung sei komplexer und der Spieler werde mehr in die Geschichte hineingezogen. Dabei sei auch das Zeitlimit für eine realitätsnahe Spielerfahrung nützlich.
Nick Montfort, Professor für Digitale Medien am Massachusetts Institute of Technology, charakterisierte Moonmist als Mystery-Adventure. Ähnlich wie bei Ballyhoo gäbe es allerdings mehr Unterschiede als Gemeinsamkeiten zu den frühen Mystery-Adventures von Infocom wie Suspect, Deadline und The Witness. Montfort kritisierte, dass die Wahl des Geschlechts im Spiel lediglich kosmetischer Natur sei; sämtliche Rätsel seien für alle Spieler gleich. Zudem könne der Spieler nur sein Geschlecht, nicht aber seine Sexualität definieren. Die Bedeutungslosigkeit des Spielergeschlechts sei aber auch in anderen Adventures und Spielegenres die Regel. Montfort monierte außerdem den Kopierschutz in Form der parallel zum Spiel zu lesenden Touristenbroschüre als „höchst ärgerlich“.